# Propalaeomeryx
Propalaeomeryx — викопний рід жирафових. Вперше його ввів Річард Лідеккер у 1883 році.